# Historia piwa

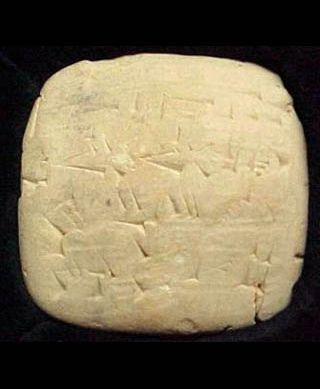
Rachunek za „najlepsze” piwo wystawiony ok. 2050 p.n.e. w sumeryjskim mieście Ur

Mniej więcej w okresie 13–9 tys. lat p.n.e. ludzkość zaczęła poszukiwać innych form pożywienia poza mięsem dzikich zwierząt. Rezygnując z koczowniczego trybu życia, ludzie coraz częściej osiedlali się w jednym miejscu, zaczynając uprawiać ziemię i spożywać jej plony, oraz hodować zwierzęta. W tym czasie człowiek nauczył się wyłuskiwać, rozdrabniać w ustach i połykać ziarna dziko rosnących zbóż. Z czasem nauczono się też uprawiać zboża, kosić je, oddzielać ziarno poprzez tłuczenie kijami, a następnie kruszyć je pomiędzy kamieniami, a po dodaniu nieco wody, uklepywać i piec na rozgrzanym kamieniu. W taki sposób przyrządzano chleb już 10 tysięcy lat p.n.e.
Do wytworzenia prymitywnego piwa wystarczające są właśnie dwa składniki – chleb i woda, dzięki którym zachodzi fermentacja alkoholowa. Taki napój o konsystencji papki jest pożywny, choć mętny i niezbyt smaczny, lecz zawierający już alkohol. Nie wiadomo, czy pierwsi ludzie którzy potrafili upiec chleb, znali również piwo. Jednak najpewniej chleb do przygotowania piwa wykorzystywali Sumerowie – pierwsza cywilizacja, w której spuściźnie kulturowej znajdują się dokumenty świadczące o produkcji tego napoju.

## Historia piwa na świecie

### Prehistoria
W obrębie murów Göbekli Tepe, świątyni uznawanej za najstarszą na świecie, odkryto sześć kamiennych koryt o pojemności do 160 litrów. Stwierdzony na ich dnie osad zawierał szczawiany powstałe po połączeniu wody z ziarnem; na tej podstawie badacze wysnuli hipotezę, iż zbiorniki te mogły służyć do warzenia prehistorycznego piwa.

### Starożytność

#### Sumer
O ile do ok. 4000 lat p.n.e. można snuć jedynie domysły, gdyż dotychczas brakuje jednoznacznych dowodów na istnienie piwa, to czasy późniejsze dostarczają już dokumenty świadczące o produkcji piwa w jego pierwotnej postaci. W tym okresie w Mezopotamii – dwurzeczu pomiędzy Tygrysem a Eufratem (dzisiejszy Irak), zaczyna rozwijać się kultura Sumerów, którzy jako pierwsi w historii zaczęli tworzyć zalążki miast-państw. Paryski Luwr przechowuje niewielkie gliniane tabliczki sumeryjskie, zwane monument bleu i datowane na ok. 4000 lat p.n.e., na których wyryto postacie przygotowujące pradawne piwo z orkiszu; jest to dotąd najstarszy dowód na przyrządzanie tego napoju ze zboża). Późniejsze czasy przynoszą dwa kolejne świadectwa dokumentujące rozwój kultury spożywania piwa u Sumerów. Jest to rysunek na tablicy przedstawiający po raz pierwszy w historii ludzi pijących piwo przez słomki oraz teksty w piśmie klinowym opisujące napój zwany sikaru. To „boski napój”, na który przepis podaje sumeryjski poemat o bogini piwa – „Hymn do Ninkasi”. Wiadomo z niego, iż najstarsze piwo wyrabiano poprzez umieszczanie w glinianych naczyniach napełnionych wodą, placków chleba uformowanego z wysuszonych ziaren jęczmienia i pszenicy. Ziarno doprowadzano wcześniej do stanu kiełkowania, dodawano przyprawy, miażdżono i dolewano soku z daktyli lub miodu. Z tak przygotowanego ciasta kształtowano placki, które po wysuszeniu wrzucano pokruszone do wody i gotowano z dodatkiem rozmarynu lub owoców, a następnie poddawano fermentacji w glinianych dzbanach. Piwo to nie było filtrowane, pływały w nim więc resztki chleba, ziarna, owoców czy ziół. Dlatego pito je przez trzcinowe rurki. 
Piwo wzmiankowane jest również w Eposie o Gilgameszu – jednym z najstarszych dzieł literackich ludzkości. Napisany ok. 2500 lat p.n.e. w języku starobabilońskim poemat o władcy sumeryjskiego miasta Uruk opisuje m.in. Enkidu – pół człowieka, pół zwierzę, który wypija siedem dzbanów piwa i staje się w pełni człowiekiem.

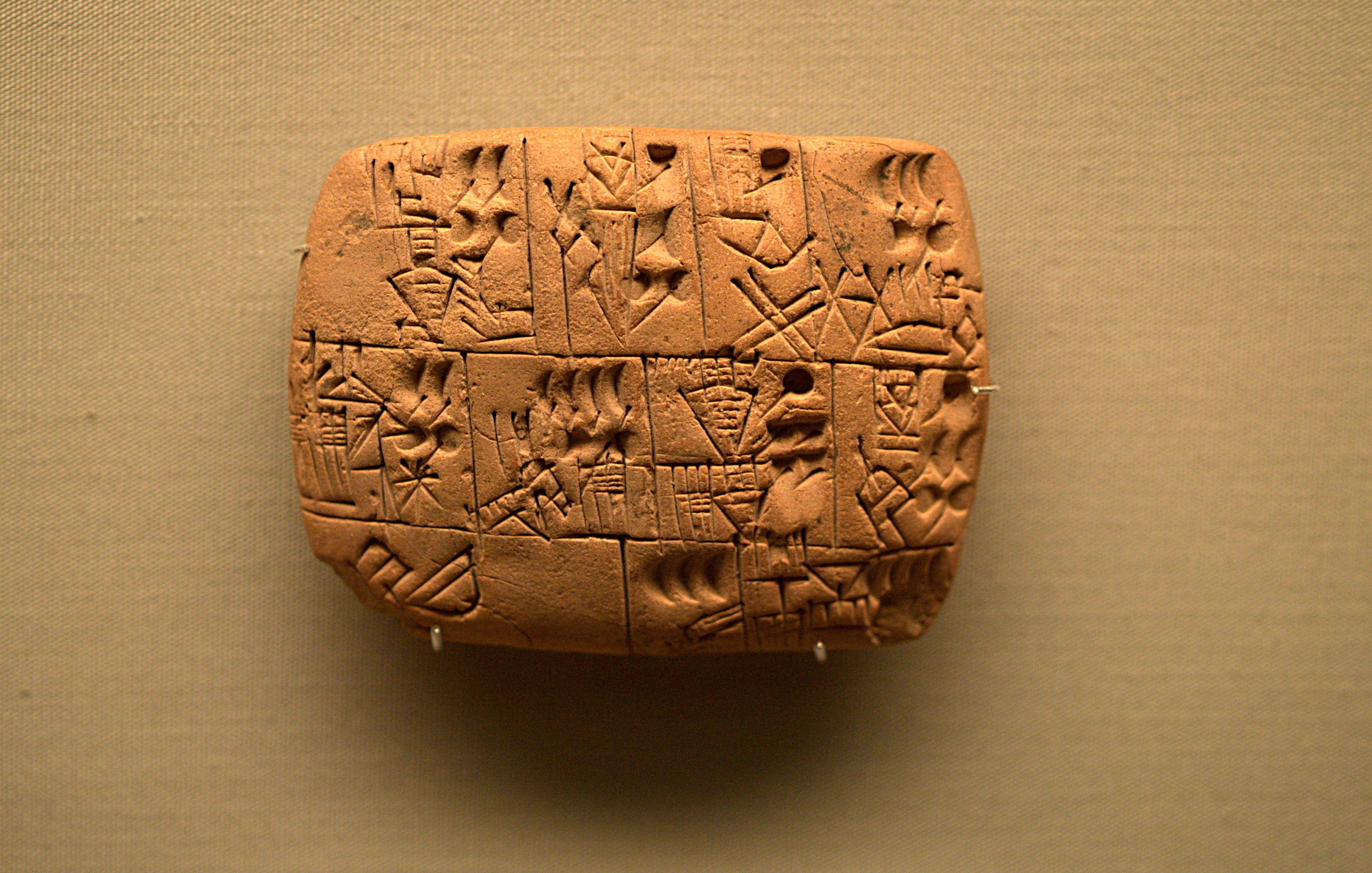
Tabliczka z pismem klinowym datowana na 3100–3000 p.n.e. przedstawiająca przyznawanie racji piwnych (znak piwa to odwrócony trójkąt)

Sumerowie wytwarzali dwa rodzaje piwa. Ciemne, mocne przeznaczone było dla mężczyzn i obejmowało 16 gatunków, natomiast dla kobiet właściwe było pszeniczne piwo lekkie. W Sumerze, podobnie jak później w Babilonii, wytwarzaniem tego napoju zajmowały się wyłącznie kobiety, gdyż jedynie to rzemiosło znajdowało się pod opieką bóstw żeńskich.

#### Babilon
Po upadku imperium Sumerów ich następcy, Babilończycy nadal rozwijali sztukę warzenia piwa. Przygotowywali oni piwa jasne, ciemne i czerwone, piwa z jęczmienia, pszenicy i orkiszu, a także piwa mieszane i dosładzane syropem z daktyli oraz  innych owoców. Każdemu obywatelowi Babilonii przysługiwały dziennie trzy litry piwa, a osobom wysoko postawionym nawet pięć litrów.
Do przygotowania piwa Babilończycy używali kadzi zaciernych, kotłów warzelnych, kadzi fermentacyjnych i glinianych cylindrycznych amfor. Jako pierwsi w historii zaczęli też używać chmielu dla poprawienia smaku wywaru ze słodu, jak również podgrzewać brzeczkę, ażeby łatwiej rozpuścić jej składniki.
Do obowiązków babilońskich piwowarów, którzy cieszyli się powszechnym poważaniem i byli zwolnieni ze służby wojskowej, należało oprócz przygotowywania piwa również przyjmowanie i leczenie chorych, wobec znanych kojących właściwości piwa wykorzystywanego powszechnie w lecznictwie.
Szczególne znaczenie piwa w kulturze imperium babilońskiego potwierdza też kodeks Hammurabiego. Cztery jego przepisy odnoszą się do kwestii obrotu piwem:
§ 108. Jeśli oberżystka jako zapłatę za piwo zboża nie przyjęła (lecz) według odważnika (zbyt) dużego srebro przyjęła, bądź równowartość piwa względem wartości zboża obniżyła (i) oberżystce tej udowodni się to, do wody wrzuci się ją.
§ 109. Jeśli oberżystka, w domu której przestępcy zebrali się, przestępców tych nie pojmała oraz do pałacu nie doprowadziła, oberżystka ta zostanie zabita.
§ 110. Jeśli (kapłanka) naditum (lub) (arcykapłanka) entum, która w klasztorze nie mieszka, oberżę
otworzyła, bądź po piwo do oberży weszła, obywatelka ta zostanie spalona.
§ 111. Jeśli oberżystka 1 (60-litrowy) antałek piwa na kredyt dała, w czasie żniw 50 sila zboża odbierze
(sobie).

#### Egipt
Dla mieszkańców starożytnego Egiptu piwo odgrywało ogromną rolę. Zajmowało ono drugie miejsce, po chlebie, a oznaczano je specjalnym hieroglifem. Z jednej strony stanowiło wraz z chlebem podstawowy składnik pożywienia, z drugiej zaś było jednym z najważniejszych darów składanych zmarłemu do grobu. Mimo że ówczesne piwo zawierało niewielką ilość alkoholu i przypominało bardziej gęsty napój piwny, było pożywne, bogate w kalorie i proteiny, zdrowsze niż woda z Nilu i podobnie jak u Babilończyków często warzone z dodatkiem chmielu. Żołnierze egipscy i robotnicy dostawali jako pożywienie chleb i piwo, których urzędowo określone normy stanowiły niezbędne minimum do egzystencji człowieka.

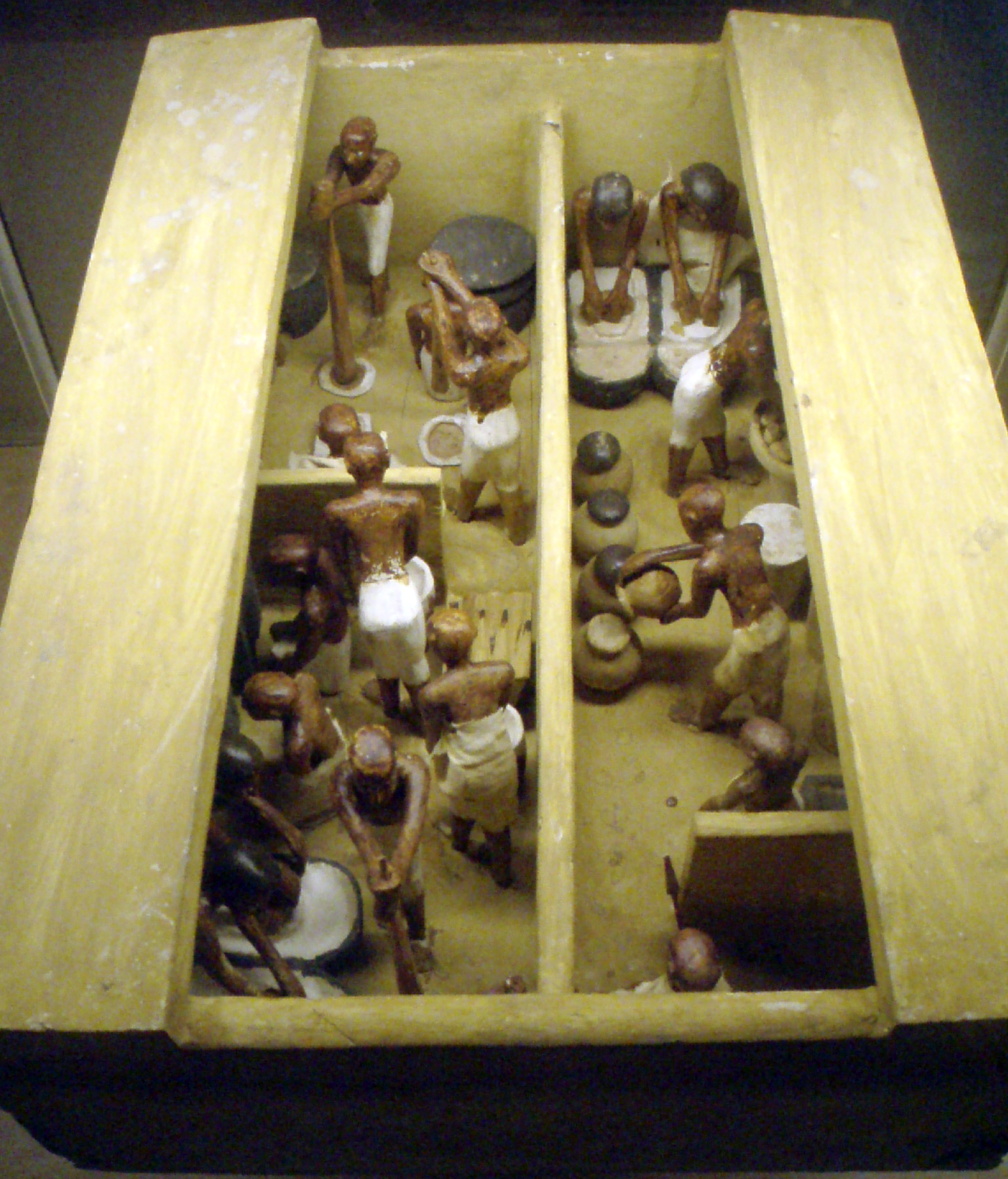
Model piekarni i browaru, ok. 2000 r. p.n.e., Teby

Najstarszy browar, jaki udało się do tej pory odkryć znajduje się w Górnym Egipcie w Hierakonpolis – na stanowisku kultury Nagada. Jest on datowany na ok. 3700 r. p.n.e. Składał się on z sześciu kadzi ustawionych w dwóch równoległych rzędach. Ich pojemność wynosiła łącznie ok. 390 litrów. Na podstawie dotychczasowych badań, przedstawiciele kultury Nagada wyrastali na prekursorów procesu produkcji i dystrybucji piwa w Egipcie.
W Egipcie znajduje się również najstarsze na świecie centrum browarnicze, obejmujące sześć browarów. Zostało ono odkryte przez Polską Ekspedycję do Wschodniej Delty Nilu w Tell el-Farcha, czyli na Wzgórzu Kurczaka, 120 kilometrów na północny wschód od stolicy Egiptu Kairu. Browary te są o ok. 100 lat młodsze od browaru w Hierakonpolis. Zbudowane według podobnych wzorów i schematów browary ze Wzgórza Kurczaka nasuwają przypuszczenie, że nie są one pierwszymi wybudowanymi w tym miejscu, a umiejętność warzenia piwa została w rzeczywistości opanowana wcześniej. Precyzja wykonania browarów oraz ich skomplikowana i przemyślana konstrukcja świadczą również o specyficznych standardach produkcyjnych i wysokim stopniu zaawansowania budowniczych tych browarów.
Każdy browar zajmował powierzchnię kilkunastu metrów kw., na które składały się piecowiska o kształcie gniazd zbudowane ze skośnie wbitych w ziemię cegieł mułowych. Tworzyły one rodzaj komory, na której kładziono duże i ciężkie kadzie o szerokich wylewach i wąskich dnach. Taki browar otoczony był murkiem z cegieł o wysokości ok. 60 cm.

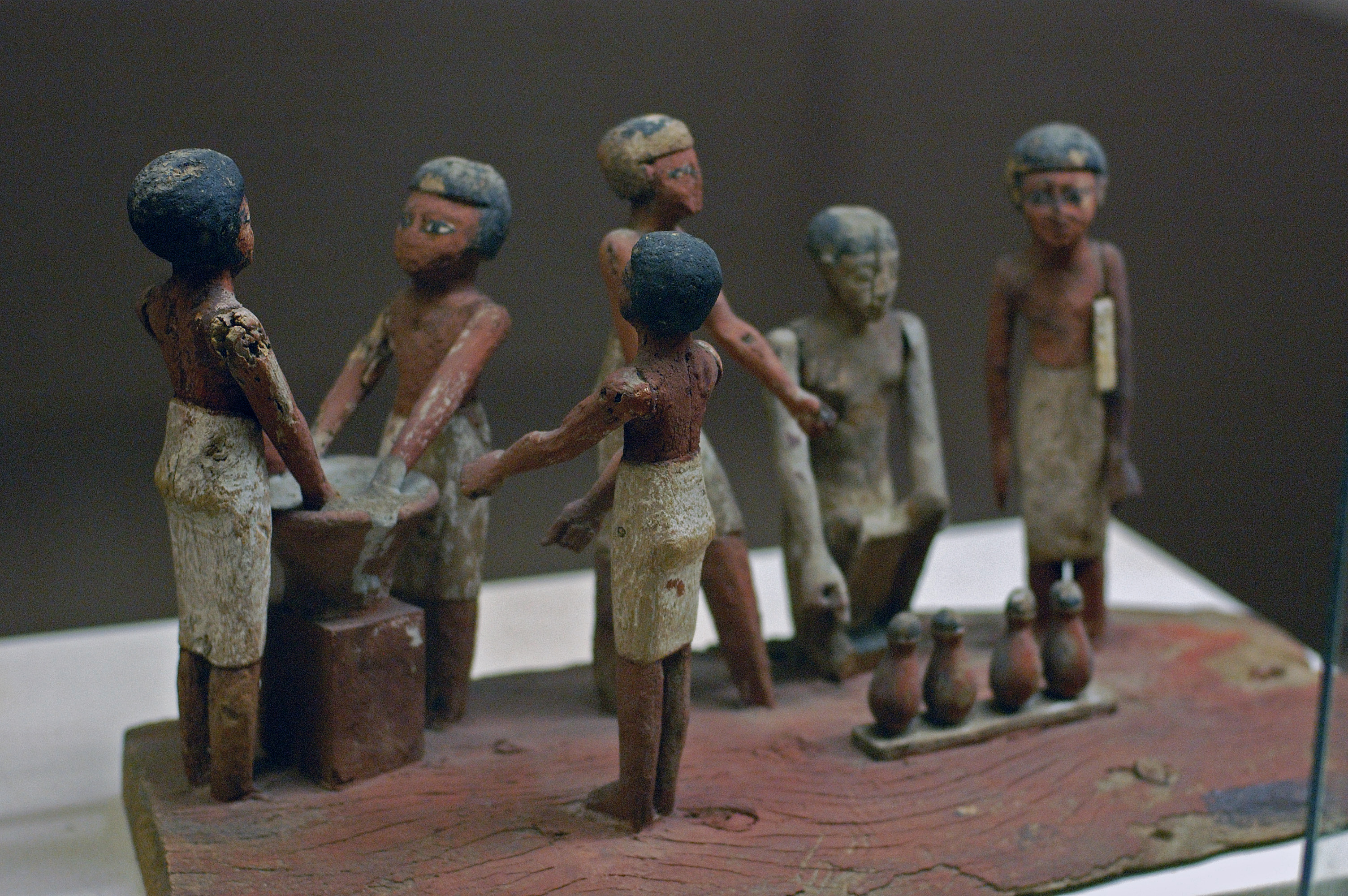
Starożytni Egipcjanie warzący piwo. Rosicrucian Egyptian Museum in San Jose, California

W trakcie szczegółowych badań browarów odkryto, że piwo w czasie warzenia raz się spaliło i dwa razy wykipiało. Efektem tego były zmineralizowane i zwęglone szczątki roślinne, które w Poznaniu i Amsterdamie poddano badaniom paleobotanicznym próbując odtworzyć recepturę staroegipskiego piwa. Badania wykazały, że piwo otrzymywano w dwóch etapach warzenia dwóch osobno przygotowanych porcji zboża: pszenicy i grubo mielonego jęczmienia.
„Pierwszą porcję podgrzewano do wysokiej temperatury i mieszano ze świeżą porcją”. Tak otrzymaną mieszaninę poddawano dwutygodniowej fermentacji otwartej, a cierpki smak piwa tonowały słody z bulw papirusa. Kadzie, w których piwa dojrzewały, miały 40 litrów pojemności. Takich kadzi było 8–12 więc jednorazowo można było uwarzyć ok. 400–500 l piwa, które z braku możliwości przechowywania musiano szybko wypić lub sprzedać.
Egipcjanie swoje najpopularniejsze piwo z dodatkiem soku daktylowego nazywali zythum, piwo mocne o zawartości alkoholu 10–15% i przeznaczone wyłącznie dla mężczyzn dizythum, a piwo słodzone karmi. Wierzyli oni, że piwo jest darem boga Ozyrysa i stosowali je w medycynie.

#### Grecja i Rzym
Okres dominacji cywilizacji greckiej, a później Imperium Rzymskiego to czasy, kiedy piwo ustępuje miejsca zdobywającemu dużą popularność winu. Co prawda w tekstach Pliniusza, Tacyta, Cezara czy Kolumelli pojawiają się wzmianki o piwie, ale w powszechnym odczuciu piwo traktowane jest jako obcy napój barbarzyńców. Grecy na określenie piwa przyjmują nazwę zythos, jako zapożyczenie od egipskiego zythum, a do języka łacińskiego przechodzi celtycka nazwa piwa: cerevisia.

#### Galia
Galia jako jedna z nielicznych prowincji Cesarstwa Rzymskiego przedkładała piwo nad wino. Celtyckie piwo powstawało z moczonego ziarna jęczmienia, które poddawano kiełkowaniu i suszeniu, a następnie mieleniu na mąkę. Do mąki dodawano wodę, podgrzewano, a następnie mieszano z chmielem i odstawiano na czas fermentacji. I podobnie jak w dawnym Sumerze czy Egipcie lub w sąsiedniej Germanii warzeniem piwa zajmowały się wyłącznie kobiety.

#### Ameryka Południowa i Środkowa
Rdzenne ludności niektórych obszarów, głównie Ameryki Południowej i Środkowej od wieków wytwarzają piwo używając do tego celu śliny. Przykładem może być chicha wytwarzany z kukurydzy przez Indian z rejonu Andów i Ameryki Środkowej. Solomon sugeruje, że kultura piwa w Ameryce może datować nawet do 8000 lat wstecz.

### Średniowiecze
Historię piwowarstwa w średniowieczu kształtowały trzy nurty: rozwój klasztorów, dworów pańskich i książęcych oraz rozkwit miast. Browarnictwo klasztorne i dworskie kwitło szczególnie w krajach korony burgundzkiej, a później hiszpańskiej – tj. Flandrii i Niderlandach. W Niemczech, Czechach i Anglii powstawały również browary miejskie.

#### Klasztory
Do XII wieku monopol na warzenie piwa miały niemal wyłącznie klasztory. Były to całkowicie autonomiczne i samowystarczalne instytucje, które warzyły piwo na własne potrzeby, dla gości i pielgrzymów, a nierzadko regulowały płatności piwem lub chmielem. Opactwa Saint Denis i Saint Remi we Francji produkowały piwo już w IV w. Do XI wieku niemal każdy klasztor mógł się poszczycić swoim własnym browarem. Szacuje się, że w roku 1000 na terenach obejmujących dzisiejszą Belgię, Niemcy i Francję działało około 500 klasztornych browarów.
Spożycie piwa w klasztorach określały reguły zakonne. W opactwie Le Bec mnisi mogli pić piwo według potrzeby (ad necessitatem), jednakże z umiarem (ad voluptatem). W okresie częstych postów zakonne reguły dopuszczały picie pożywnego i lekkiego piwa w myśl zasady „napój nie łamie postu”, np. w Wielki Piątek, kiedy obowiązywał post ścisły, piwo stanowiło jedyny posiłek.

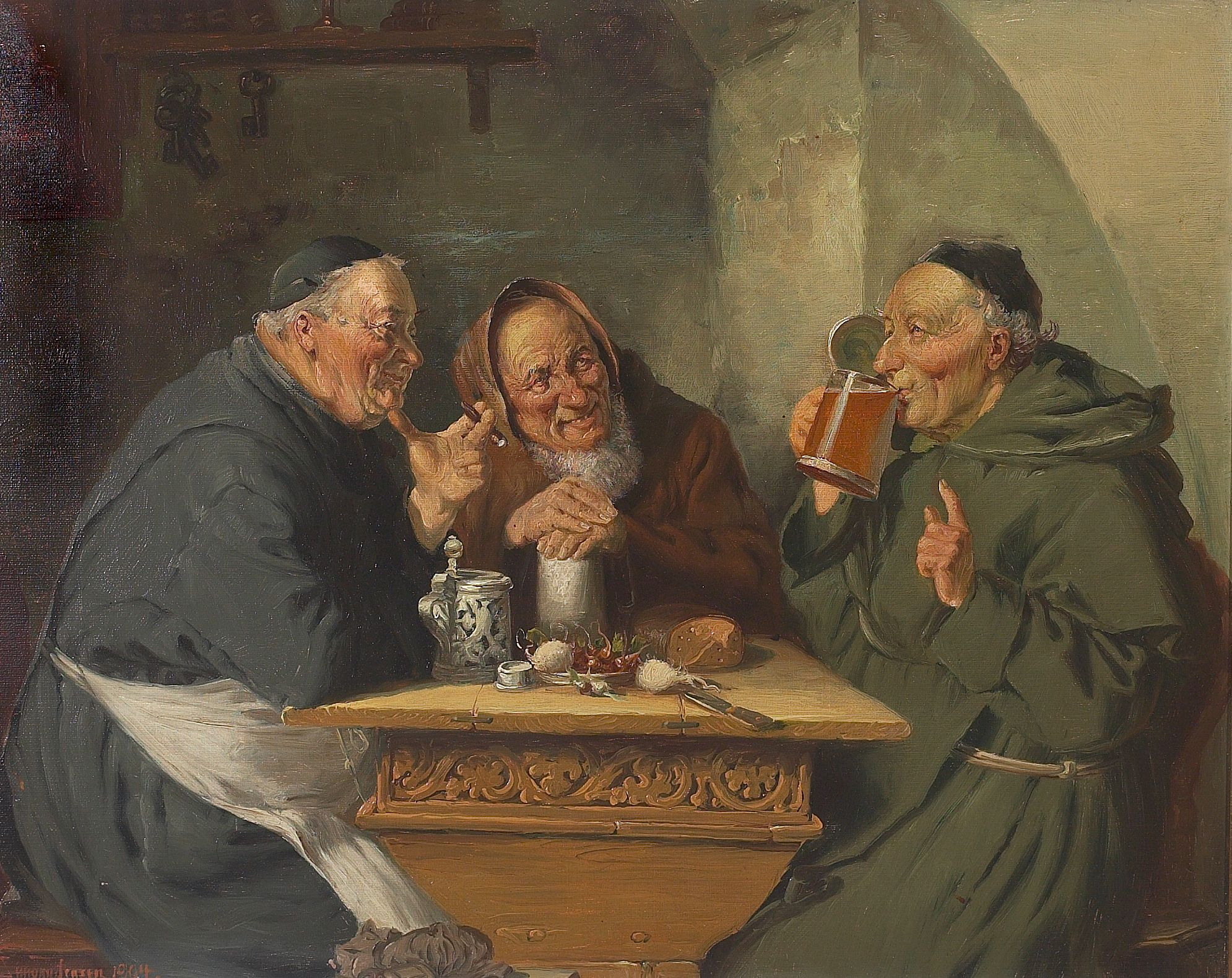
Arturo Petrocelli: Mnisi pijący piwo

Z czasem klasztory zaczęły produkować więcej piwa niż potrzebowały. Zaczęto je sprzedawać. Ulepszano jednocześnie technologię i opracowywano nowe receptury. Niektóre klasztory dzięki produkcji piwa zgromadziły spore fundusze. Średniowieczni mnisi jako jedyni w tej epoce posiadali zarówno szeroką wiedzę dotyczącą produkcji piwa, jak i odpowiednie środki na rozwój browarnictwa. Na planie opactwa Sankt Gallen (Szwajcaria) z 820 znajdują się trzy browary i kilka plantacji chmielu, a mnisi z tego klasztoru jako pierwsi stosowali leżakowanie piwa w beczkach – kufach i klarowanie go przy pomocy wiórków drzewnych. Słód suszono na plecionych matach, a ciepło dostarczały odlane z brązu piece. W modlitwach mnisi dodawali: Fortis ab invicta cruce caelia sit benedicta – bądź pozdrowione znakiem krzyża szlachetne i gęste piwo. Klasztor warzył dwa gatunki piwa: caelia – było gęstym piwem z jęczmienia i pszenicy oraz cerevisia – piwo z owsa.
Chmiel jako dodatek do piwa znany był już w Babilonii i starożytnym Egipcie. W średniowieczu cenili go Germanowie, Goci i Słowianie, nie był jednak stosowany i uprawiany masowo. Zmieniło się to dopiero za sprawą klasztorów, które w lecznictwie stosowały różne zioła. Chmiel początkowo stosowany był jako lekarstwo, ale z czasem coraz częściej dodawano go również do piwa. Opactwo Saint Denis dodawało chmiel do piwa już w VIII w. W traktacie o leczniczym i szkodliwym działaniu roślin i minerałów św. Hildegardy z Bingen znajduje się pierwsza wzmianka o wartości stosowania chmielu i zachęcanie do dodawania go do piwa ze względów leczniczych, smakowych i jako środek konserwujący napój.
Średniowieczne piwo było ciemne, aromatyczne i niezbyt mocne. Jego spożywanie gwarantowało zdrowie, w przeciwieństwie do wody, która w owych czasach często bywała skażona i szybko się psuła. Z dodatkiem ziół, piwo stanowiło także lekarstwo na wiele dolegliwości.

#### Dwory i miasta

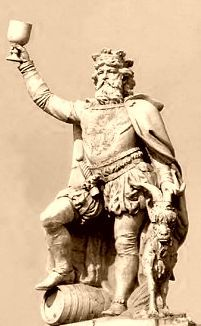
Gambrinus – król piwowarów i piwoszy

W XII wieku kończy się monopol piwowarstwa klasztornego, ponieważ coraz prężniej zaczynają działać browary dworskie, a z czasem również miejskie. Przywilej warzenia piwa był nadawany przez władców, którzy dostrzegli w nim nowe źródło bogactwa i bardzo skwapliwie pobierali podatki od wytwórców tego napoju. Solą w oku były im klasztory, które posiadały przywilej warzenia piwa od dawna, jeszcze sprzed okresu nakładania podatku na piwo, i nie musiały nic płacić do królewskiej czy książęcej kiesy. Rozwój piwowarstwa świeckiego powodował, że panowie feudalni coraz częściej konkurowali z klasztorami. W tym celu sprowadzali na swoje dwory piwowarów, finansowali budowę warzelni, nadzorowali produkcję i sprzedaż składników do warzenia piwa oraz pobierali stosowne podatki.
Pierwszym, który dostrzegł potrzebę uregulowania produkcji piwa był Karol Wielki, który ustanowił urząd intendenta. Intendenci mieli za zadanie dbać, by zboże używane do produkcji piwa było najlepszej jakości, musieli też nadzorować piwowarów i czuwać nad właściwym przebiegiem warzenia piwa. Wszystkie te czynniki miały wpływ na rozkwit małych rynków lokalnych, ogólny rozwój sztuki piwowarskiej oraz wzrost technologiczny. Od XII w. wytwórcy piw zaczynają organizować się w gildie – organizacje cechowe mające na celu strzeżenie ich interesów. Gildie określały zasady otrzymania tytułu mistrza-piwowara, nauki sztuki piwowarskiej, dbały o wysoką jakość piwa – ale także o swoje własne interesy, mając baczenie, by żadne obce piwo nie było sprzedawane bez pozwolenia w danym mieście. Pozwalało im na to powszechnie w całej Europie stosowane prawo mili.
Pierwszą taką korporacją była „Guilde of Our Lady and St. Thomas of Becket” – gildia piwowarów londyńskich powstała za panowania Ryszarda Lwie Serce (1157–1199). W 1400 gildia londyńska zmieniła nazwę na The Mistery of Free Brewers i wybudowała okazałą siedzibę z napisem:

Wine is but a single broth
Ale is meat, drink and cloth

W 1258, za panowania króla Ludwika IX Świętego, w gildię zrzeszają się piwowarzy paryscy.
W średniowieczu okres prosperity przeżywa też piwowarstwo w miastach niemieckich, wśród których dominują Brema, Hamburg, Lubeka, Monachium, Rostock, Einbeck i Hanower. Najstarszy dokument potwierdzający warzenie piwa w Monachium pochodzi z 815 r. Przy klasztorze Weihenstephan w Bawarii założony został w 1040 browar, który funkcjonuje do dziś i jest jednym z najstarszym działających browarów na świecie. Dortmund otrzymuje przywilej warzenia piwa w 1293, a Monachium 23 lata później. O dynamicznym rozwoju miast niemieckich może świadczyć fakt, że w Hamburgu, który w 1376 liczył 7 tys. mieszkańców 457 z nich trudniło się piwowarstwem, a roczna produkcja całego miasta wyniosła 168 tys. hektolitrów.
W Czechach najstarszym dokumentem historycznym bezpośrednio związanym z produkcją piwa jest dokument fundacyjny kapituły wyszegradzkiej, który przyznawał jej dziesięcinę z chmielu i innych darów. Dokument ten wydany został przez pierwszego króla czeskiego Wratysława II w 1088. Wcześniej, w 1039 książę Brzetysław I nadał przywilej na uprawę chmielu kapitule przy kościele św. Wacława w Starej Boleslavi. Prawdziwy rozkwit chmielarstwa ma miejsce za czasów rządów Karola IV (1364–1378), gdy powstają centra produkcji chmielu wokół Pilzna, Pragi, Žatca, Uścia i Dub, a czeski chmiel staje się sławny w całej ówczesnej Europie. Do słynnych miast warzących piwo należą Praga, Pilzno, Budziejowice, Rokycany, Třebíč.
Wraz z rozwojem przemysłu browarniczego i produkcji piwa pojawiły się również problemy z jego jakością. Już najstarsze prawo miejskie – edykt cesarski z 1104 nakładał surowe kary na piwowarów nieuczciwie warzących piwo. A z czasem dokumentów wprowadzających surowe kary za warzenie niedobrego piwa przybywało. Najsłynniejszym takim dokumentem było Bawarskie Prawo Czystości z 1516 ustanowione przez księcia Wilhelma IV. Nie był to pierwszy taki akt prawny, jednakże pierwszy dotyczący całego kraju.

#### Technologia produkcji
Po zakończonych zbiorach ziarno pszeniczne lub jęczmienne musiało zostać zmagazynowane, a funkcję spichlerzy pełniły często poddasza domów i kamienic. Sezon słodowniczy w większości ośrodków piwowarskich trwał od jesieni do wiosny, a jego początek oznaczał przeniesienie zboża do słodowni, gdzie moczono je w kadziach zalewnych będących najczęściej rodzajem specjalnych, murowanych basenów. Proces moczenia ziarna trwał ok. 4 dni, po czym zboże rozkładano na klepisku słodowni, by doprowadzić je do kiełkowania. W celu ocieplenia grzędy, przykrywano ją często matami słomianymi lub workami albo wkładano do niej rozgrzane kamienie lub cegły. Po kiełkowaniu grzędę szuflowano drewnianą łopatą lub grabiami piwowarskimi by oderwać kiełki od ziaren. Słód poddawano następnie suszeniu na słońcu lub w suszarniach przy udziale gorącego powietrza lub dymu. Niekiedy słód prażony był na ruszcie.
Po wysuszeniu słód przewożono do młyna, gdzie był śrutowany. Ześrutowany słód mieszano następnie z zimną lub gorącą wodą w zaciernicy przy pomocy specjalnych wioseł lub wideł. Po zakończeniu procesu zacierania, który trwał łącznie kilka dni przelewano zacier przy pomocy czerpaka do kadzi filtracyjnej. Po osadzeniu się młóta wyjmowano czop z dna zaciernicy i wypuszczano ciecz do osobnego naczynia. Czynność tę powtarzano kilka razy, aż do osiągnięcia pożądanej klarowności brzeczki. Młóto przelewano jeszcze wrzącą wodą w celu osiągnięcia piwa gorszej jakości tzw. cienkusza lub podpiwka. Sklarowana brzeczka wlewana była następnie do panwi browarniczej i poddawana gotowaniu. W trakcie gotowania brzeczka mieszana była wiosłem. Na tym etapie dodawano do brzeczki chmiel. W Europie środkowej i zachodniej używano w tym celu najczęściej odchmielacza skrzynkowego, zaopatrzonego w parę długich ramion, które opierano o brzeg kadzi i przelewano przez niego gorącą brzeczkę. Niekiedy używano również lnianych toreb, do których wkładano chmiel i gotowano go razem z brzeczką.
Gorąca brzeczka przelewana była przy pomocy drewnianego czerpaka i rynny do osobnego naczynia, w którym była chłodzona. Z naczynia chłodzącego przelewano brzeczkę do kadzi lub beczki fermentacyjnej. Mimo że drożdże nie były w średniowieczu jeszcze znane to wykorzystywano do fermentacji osady drożdżowe z poprzedniego waru i zadawano nimi nowo warzoną brzeczkę. Okres fermentacji był różny i zależał od ośrodka piwowarskiego i rodzaju warzonego piwa. Przykładowo w niemieckim mieście Einbeck wynosił on najczęściej 8 dni. Po zakończonej fermentacji piwo przelewano do beczek przeznaczonych na sprzedaż.

### Czasy nowożytne

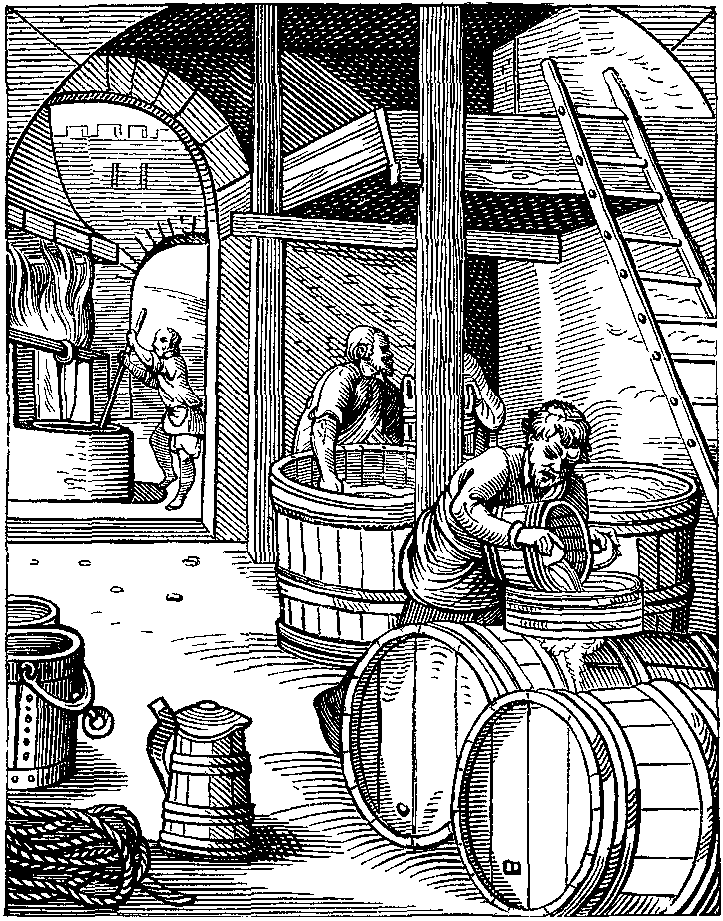
Na pierwszym planie czeladnik za pomocą lejkowatego cedzaka napełnia beczkę piwem. „Ständebuch”, drzeworyt Josta Ammana z 1568

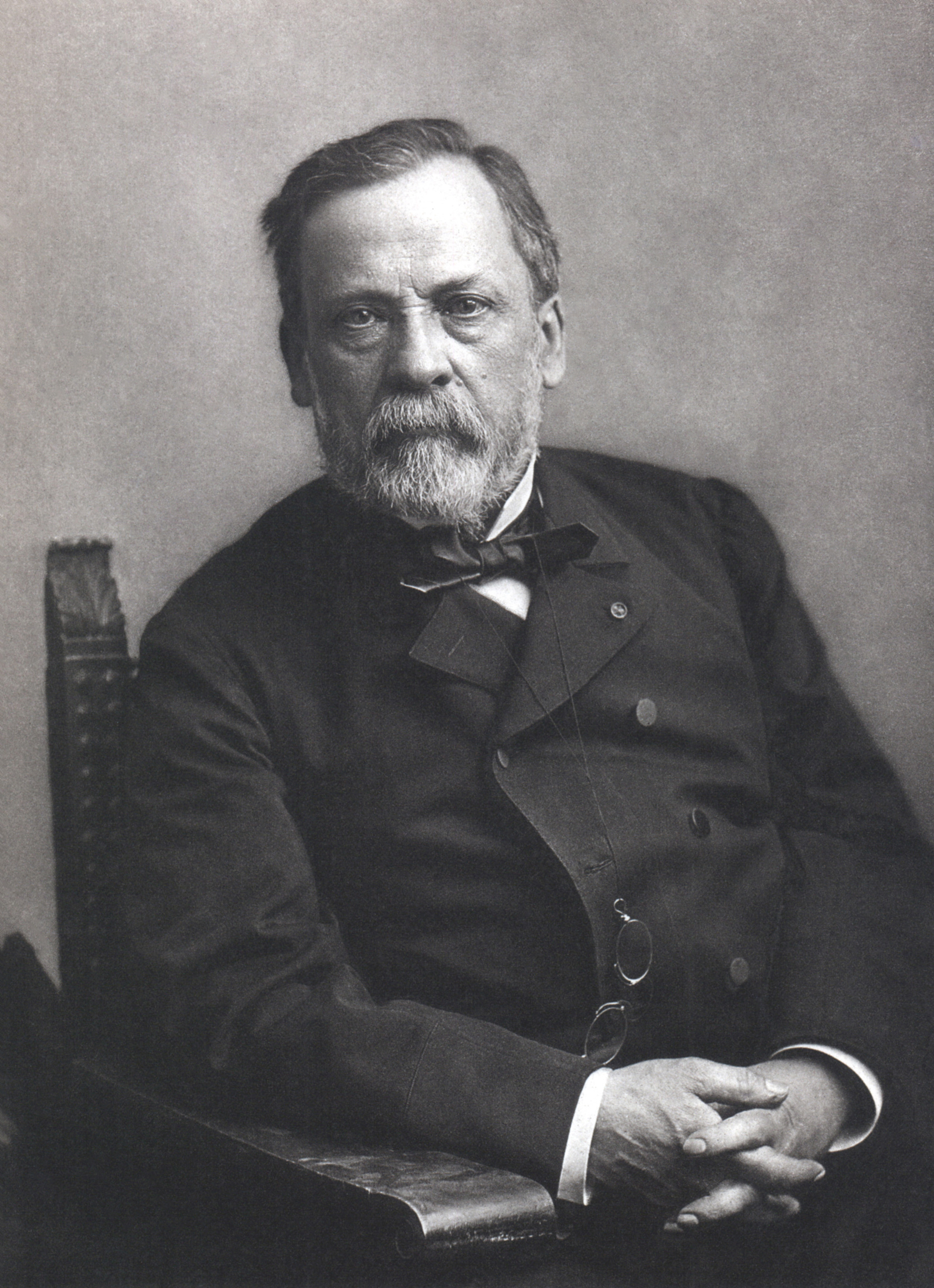
Ludwik Pasteur (1822–1895) Francuski chemik i mikrobiolog. Autor „Studium nad piwem”. Prekursor badań nad fermentacją i twórca metody konserwacji pożywienia

Aż do XVIII w. technologia wytwarzania piwa i jego zbyt zmieniają się w niewielkim stopniu, a samo piwowarstwo przeżywa wzloty i upadki. W XVI wieku narodził się słynny gatunek piwa koźlak. Potężny ośrodek piwowarski ówczesnej Europy – miasto Einbeck w Dolnej Saksonii (Niemcy) – zaczął warzyć mocne piwo. Jednakże sławę zyskało dopiero pod koniec XVII w. dzięki Bawarii, która sama zaczęła je wytwarzać nadając mu nazwę Bock, czyli koźlak.
W XVII wieku przez kontynent europejski przetoczyła się fala niepokojów społecznych i politycznych, których apogeum stanowiła wojna trzydziestoletnia. Dla piwowarstwa europejskiego był to bardzo trudny okres. Wiele karczem i browarów zostało zniszczonych, niemało też ze względu na załamanie handlu zostało zamkniętych. Odmienna sytuacja panowała na kontynencie północnoamerykańskim, gdzie w tym samym czasie ruszały pierwsze browary, a sztuka piwowarska zaczynała się szybko rozwijać.
Dopiero zapoczątkowany w XVIII w. postęp techniczny i rozwój gospodarczy przyniosły znaczne zmiany dla browarnictwa europejskiego.
Znaczną rolę odegrały tu odkrycia i wynalazki takie jak termometr alkoholowy skonstruowany przez René Antoine Ferchault de Réaumur w 1730 czy badania nad fermentacją Antoine Lavoisiera, który w 1760 udowodnił, że ilość cukru zużyta do fermentacji jest równa ilości wytworzonego gazu i alkoholu. Nad produkcją piwa pracował również M. Briole, który w 1764 odkrył kwas węglowy (dwutlenek węgla) wytwarzający się podczas fermentacji brzeczki.
Na początku XVIII w. zaczynają powstawać w Europie słynne browary i marki piwne. W 1720 piwowar angielski Ralph Harwood tworzy nowy gatunek piwa, który szybko znajduje uznanie konsumentów i przyjmuje nazwę Porter, a w 1759 Artur Guinness wydzierżawia niewielką parcelę przy St. James Gate w Dublinie i buduje na niej browar, który szybko staje się największą wytwórnią porteru na świecie. Jego syn Artur Guinness II potraja majątek ojca, a w 1822 tworzy nowy gatunek piwa: Porter-stout, a w późniejszym czasie Extra superior stout. W 1841 Anton Dreher senior, właściciel browaru Schwechat w Wiedniu buduje olbrzymią piwnicę, wypełnia ją lodem i warzy pierwsze piwo typu lager. W 1842 w Browarze Mieszczańskim w Pilźnie powstaje uwarzony przez bawarskiego mistrza piwowarskiego Josefa Grolla pierwszy war piwa dolnej fermentacji nazwanego Pilsner, a rok później Carl Joseph Napoleon Balling konstruuje cukromierz rewolucjonizujący pomiar zawartości ekstraktu w brzeczce, a tym samym receptury piwne.
W 1864 Gerard Adriaan Heineken zakupując w Amsterdamie niewielki browar Pod stogiem siana tworzy podwaliny pod przyszłą potęgę swojej firmy.
W 1862 Ludwik Pasteur przeprowadza udane testy nad konserwacją pożywienia poprzez obróbkę termiczną, która z czasem od jego nazwiska przyjmuje nazwę pasteryzacja. W latach 1863–1876 Ludwik Pasteur w swoich pracach nad mikroorganizmami w drożdżach i ich roli w procesie fermentacji wina i piwa określa wpływ drożdży na fermentację i po raz pierwszy w historii piwa daje piwowarom do ręki narzędzie pozwalające im kontrolować proces fermentacji brzeczki. Swoje badania nad piwem zawiera w dziele z 1876: Studium nad piwem. 7 lat później Emil Christian Hansen – syn założyciela browaru Carlsberg w Kopenhadze swoje badania w laboratorium browaru wieńczy wyhodowaniem czystej kultury drożdży dolnej fermentacji, która na jego cześć nazwana została Saccharomyces carlsbergensis i do dziś stanowi podstawę piw dolnej fermentacji. W 1871 Karol Linde tworzy maszynę chłodniczą do sztucznego schładzania, która szybko znajduje zastosowanie w piwowarstwie wypierając dotychczasową metodę chłodzenia beczek z piwem przy pomocy brył lodu. Wynalezienie maszyny parowej przez Jamesa Watta spowodowało rozwój nie tylko maszyny parowej, a co za tym idzie transportu piwa, lecz również browarów podgrzewających kadzie i kotły parą.
Pod koniec XIX w. dynamiczny rozwój badań, instytucji naukowych oraz literatury fachowej dotyczącej piwowarstwa spowodował powstanie licznych ośrodków naukowych zajmujących się piwem i piwowarstwem. Akademie, szkoły piwowarskie i stacje doświadczalne zakładane są w Worms, Bawarii, Berlinie, Gandawie, Wiedniu, Pradze i Warszawie. W efekcie dynamicznego postępu technologicznego, rozwoju gospodarki kapitałowej i powolnego kresu manufaktur, małe i średnie browary były wykupywane lub zamykane, a jednocześnie powstawały zakłady piwowarskie, które wykorzystując najnowsze zdobycze techniki przeradzały się w wielkie fabryki i ośrodki piwowarskie.

## Polska
Tradycje piwowarskie na ziemiach polskich sięgają najdawniejszych czasów, dziejów ludów prasłowiańskich i prapoczątków polskiej państwowości.
Pradzieje Polski przedstawił Jan Długosz w swoich „Rocznikach, czyli kronikach sławnego Królestwa Polskiego” (Annales seu cronicae incliti Regni Poloniae). Opisując ówczesne polskie tereny, na których osiedlił się legendarny protoplasta Polaków Lech wspomina Długosz, że wino w Polsce nie jest znane, a piwo wyrabia się z żyta, pszenicy lub orkiszu:

Wina i oliwy kraj ten dla ostrego północnego zimna nie ma; zamiast wina używa piwa, które robią z żyta, pszenicy i jęczmienia albo orkiszu.

### Polska Piastów
Również w okresie piastowskim piwo było głównym i najważniejszym napojem, specjalnie przygotowywanym i podawanym w trakcie najważniejszych uroczystości. Historię tego okresu przedstawia pierwszy kronikarz dziejów Polski Gall Anonim, który w swoim dziele „Kronika polska” (Chronica Polonorum) opisuje m.in. biesiadę podczas postrzyżyn Siemowita – siedmioletniego syna Piasta. Kiedy do Piasta przybyli niezapowiedziani goście, gospodarz uraczył ich hojnie całym piwem, jakie z tej okazji uwarzył i zwrócił się do nich słowami:

Mam ci ja beczułkę [dobrze] sfermentowanego piwa, które przygotowałem na postrzyżyny jedynego syna, jakiego mam, lecz cóż znaczy taka odrobina? Wypijcie je, jeśli wola!

Mimo że Piast przygotował piwo na specjalną okazję, podał je niezapowiedzianym gościom, dzieląc się z nimi tym, co miał najlepsze. Ale jego gościnność została mu wynagrodzona:

Goście tedy każą spokojnie Piastowi nalewać piwo, bo dobrze wiedzieli, że przez picie nie ubędzie go, lecz przybędzie. I tak ciągle miało przybywać piwa, aż napełniono nim wszystkie wypożyczone naczynia.

W dalszej części swojej kroniki opisuje Długosz Polskę u początków swojej państwowości i ponownie zwraca uwagę na walory polskiego piwa, a przy okazji wymienia surowce używane do jego produkcji:

Wino rzadko tu używane, a uprawa winnic nie znana. Ma jednak kraj Polski napój warzony z pszenicy, chmielu i wody, po polsku piwem zwany; a gdy nic nadeń lepszego do pokrzepienia ciała, jest nie tylko roskoszy mieszkańców, lecz i cudzoziemców wybornym smakiem więcej niż w innych krajach zachwyca.

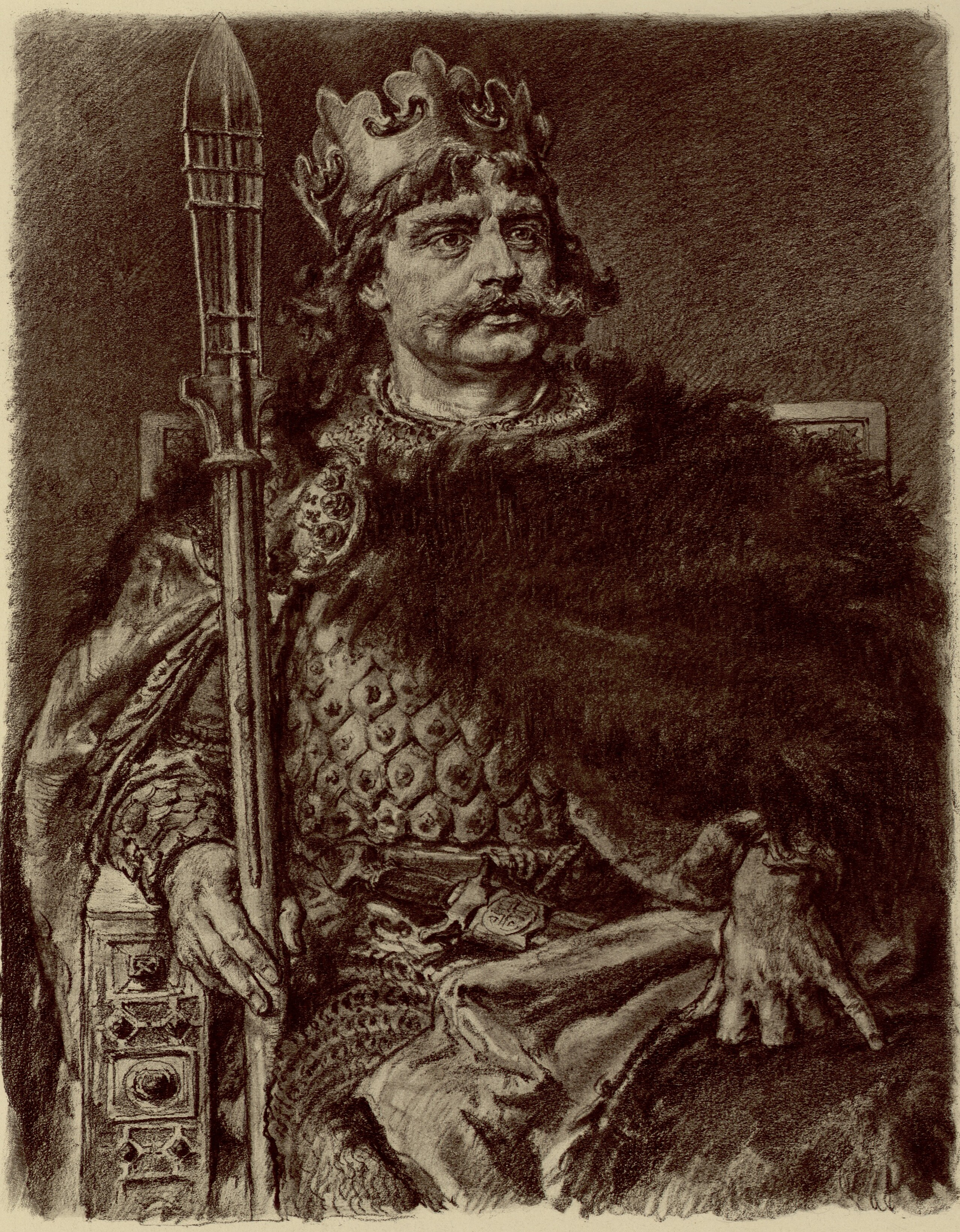
Bolesław Chrobry 967-1025. Pierwszy król Polski, nazywany również piwoszem

Najstarszy dokument wzmiankujący o piwie w Polsce to kronika Thietmara z Merseburga, opisująca historię Niemiec i Polski na przełomie IX i X wieku. Thietmar wspomina w niej, że Bolesław Chrobry – pierwszy król polski, z racji swojego ogromnego zamiłowania do piwa, nazywany był piwoszem (Tragbier). Wzmianka ta świadczy o znaczeniu produkcji piwa w ówczesnej Polsce oraz o istnieniu browaru królewskiego (książęcego) już za panowania pierwszego króla Polski.
Zapis o upodobaniu do piwa Bolesława Chrobrego natchnął kilka wieków później poetę Władysława Syrokomlę do napisania utworu „Napis na kuflu”:

Niemcy nam chcieli ukraść Kopernika:
Z przywłaszczonego odarto ich blasku,

Chcieli nam dowieść że piwo wynika,

Z ich wynalazku.

Ale w Dytmara pismach zostawiona

Pamiątka stara, kronikarska, żywa,

Bolesław Wielki przyjmował Ottona

Kufelkiem piwa.

Wraz z rozwojem państwowości pojawiała się coraz większa liczba dokumentów pisanych wymieniających karczmy na terenie Polski. Świadczą one nie tylko o występowaniu karczem i browarów, lecz również o ich rosnącym znaczeniu. Karczmy były w średniowieczu miejscem, w którym pito, szynkowano i warzono piwo. W nich podróżni mogli się posilić, otrzymać obrok dla koni, przenocować i zabawić się, a z napojów podawane było głównie piwo. Najstarszym dokumentem wymieniającym karczmy na terenie Polski jest pismo legata papieskiego Idziego z Tuskulum z 1124, który potwierdza dwa nadania opactwu tynieckiemu miejscowości wraz karczmami (cum taberna).
Kolejną wzmianką potwierdzającą niezwykłą popularność piwa i jego wysoką jakość w początkach państwa polskiego jest biografia św. Ottona z Bambergu pióra zmarłego w 1168 Herborda. W swoim dziele Herbordi Dialogus de vita Ottonis episcopi babenbergensis autor opisał misje chrystianizacyjne, które biskup Otton odbył na zaproszenie Bolesława III Krzywoustego na terenie Pomorza Zachodniego na początku XII w. O trunkach ówczesnych Polaków wspomniał:

Wina nie mają ani go nie szukają, gdyż zapobiegliwie przyrządzone miodne napoje i piwo przewyższają wina falernijskie.

Na wysokie wartości smakowe polskiego piwa wpływ miało wcześniejsze niż na większości obszarach Europy Zachodniej używanie chmielu jako dodatku smakowego. Uprawę chmielu i jego suszarnie wzmiankuje już w 1255 dokument Henryka III wrocławskiego.
Piwo w Polsce szybko stało się więc trunkiem popularnym, cenionym i uznanym, pitym zarówno przez lud, jak i przez monarchów. Książę Leszek Biały (1187–1227) tłumaczył się papieżowi z nieobecności w wyprawie krzyżowej brakiem piwa w Ziemi Świętej. Argumentacja ta musiała przekonać Innocentego III – jednego z najwybitniejszych papieży średniowiecza – gdyż udzielił mu on w końcu dyspensy od udziału w krucjatach. Podobnego argumentu użył książę ścinawski i żagański Konrad II Garbaty, który otrzymawszy w 1303 arcybiskupstwo salzburskie zrzekł się urzędu twierdząc, że nie będzie mieszkał w mieście, które nie zna piwa pszenicznego. Swojego zdziwienia nie krył nawet Jan Długosz opisujący to wydarzenie:

Konrad książę Cieniawski (Stinaviensis), dla ułomności ciała garbuskiem (Kokirlensis) zwany, syn Konrada książęcia Głogowskiego, proboszcz Wrocławski, zgodnym wyborem na arcybiskupstwo Salcburskie wyniesiony, udał się na objęcie swojej stolicy w towarzystwie znakomitszych prałatów i panów. Ale gdy dojechawszy aż do Wiednia dowiedział się, że w Salcburgu nie było piwa wywarzanego z pszenicy, którego on od dzieciństwa używać nawykł, ale pijano tylko wino, złożył arcybiskupstwo, i z Wiednia wrócił do Polski, do swego księstwa Cieniawskiego, które brat jego Henryk już był tymczasem objął w posiadanie (...) Dla tak błahej przyczyny, a rzekłbym, bardzo płytkiego rozumu, Konrad zrzekł się godności i stolicy arcybiskupstwa Salcburskiego, gdy mógł przecież czy ze swego czy z cudzego zboża kazać sobie wyrabiać piwo, jakie mu się podobało, a nie porzucać palliusza arcybiskupiego, który był słusznem prawem pozyskał.

### Średniowiecze
Wraz z rozwojem średniowiecznych miast następował szybki rozwój browarnictwa. W czternastowiecznym Krakowie, liczącym kilka tysięcy mieszkańców było 25 browarów, a w piętnastowiecznym Toruniu ponad 90. Browary, a nawet organizacje zrzeszające browarników powstawały w Kaliszu, Pułtusku, Podolińcu, Warszawie, Gdańsku, w większych i mniejszych miastach i miejscowościach. Słynne piwa warzyły już Grodzisk Wielkopolski, Świdnica, Lwówek Śląski, Kościan. W 1408 król Władysław Jagiełło zezwolił na budowę browaru w Haliczu, a w 1432 nadał Wilnu przywilej propinacyjny na piwo, wino i miód. W 1445 patrycjat lwowski nadał bractwu piwowarskiemu jedną basztę murów miejskich do obrony przed wrogiem.
W tych czasach piwo wytwarzano zazwyczaj z prosa, chmiel był używany do wyrobu piwa lepszego gatunku.
Wzrost gospodarczego i społecznego znaczenia piwowarstwa powodował, że miasta czerpały coraz większe zyski z produkcji piwa: od zużytej wody i słodu oraz od zacieru, od transportu piwa, które mogło być przewożone jedynie wozami miejskimi (schrotwagen). Dopóki nie powstały cechowe związki browar mógł założyć każdy, kto był obywatelem miasta i posiadał dość pieniędzy na kupno istniejącego lub założenie nowego browaru. Nie były wymagane żadne dokumenty poświadczające fachowe wykształcenie. Z czasem coraz większą rolę zaczęły więc odgrywać rady miejskie, dbając o odpowiednie regulacje prawne.
W stołecznym Krakowie rada miejska określała cenę piwa i regulowała pracę i wynagrodzenie piwowara i jego pomocników. Określała również kontyngenty na piwo importowane, najczęściej świdnickie. Rada miasta powoływała również mensuratores, czyli mierników, których zadaniem było odmierzanie odpowiednich ilości zboża, słodu i gotowego piwa. Do zadań rady miejskiej należało też określanie kar dla nieuczciwych piwowarów, którzy w razie wykazania im nieuczciwości (oszustwa w ilości lub jakości piwa) otrzymywali zakaz wykonywania zawodu na okres pół roku, a w przypadku recydywy groziła im proskrypcja z miasta. Kary dotyczyły również szynkarzy, których częstym nadużyciem było dolewanie wody lub gorszego piwa. W Poznaniu taki proceder nazywano zalewki. Do czuwania nad szynkarzami i nakładania na nich kar rada wyznaczała tzw. affusores, których zadaniem była kontrola jakości sprzedawanego piwa.
O znaczeniu piwowarstwa dla rozwijających się miast świadczyć może liczba poświęconych mu rozdziałów w statutach miejskich określających gospodarczy porządek miasta. Kiedy w 1609 Rada Miasta Lwówek Śląski uchwaliła nowe statuty miejskie cztery rozdziały z 26 określały porządek słodowniczy i suszarniczy, porządek piwowarski i wyszynk piwny. Ustalono, że do warzenia piwa pszenicznego należy wsypać 16 korców słodu i wlać 16 ćwierci wody, a drożdże powinny pochodzić z Żytawy lub Leipe. W celu uwarzenia jęczmiennego piwa trzeba zużyć 24 korce słodu i 20 ćwierci wody, a drożdże winny być z Kamenz, Ortrant lub Trutnova. Chmiel musi piwowar zakupić od Rady.
Niekiedy regulacje precyzyjnie określały godziny sprzedaży piwa. W Krakowie nie wolno było sprzedawać piwa na miejscu jedynie na wynos po drugim dzwonku, czyli kiedy na ratuszu wydzwoniono wieczór po raz drugi. A w czasie świąt Wielkanocnych, zielonych, Wniebowstąpienia, Bożego Narodzenia i świąt Matki Boskiej, Dwunastu Apostołów i każdą niedzielę zabroniona była sprzedaż piwa przed zakończeniem sumy w kościele.
Wyszynk piwa odbywał się w piwiarniach, często mieszczących się w kondygnacjach podziemnych, które od podawanego tam piwa nazywano „piwnicami”. Były one oznaczane wiechą. Jedna z XV-wiecznych anonimowych pieśni pijackich zaczyna się od słów: Hejnał świta, nie próżnujmy, lecz pod wiechę się gotujmy. W XV i XVI-wiecznym Krakowie prawie w każdej uliczce znajdowała się piwiarnia. Najbardziej znana była piwnica Świdnicka, gdzie sprzedawano piwo śląskie sprowadzane ze Świdnicy. W pierwszej połowie XVI w. częstymi gośćmi byli tam żacy z Wszechnicy Jagiellońskiej. Żacy chętnie i gromadnie uczęszczali również do piwiarni Błażka, Zieleńskiego i Szymona na Kleparzu, do szynku Waszykowej przy ul. Szczepańskiej oraz do gospody wdowy Loryncowej. Śpiewano tam często taką oto piosenkę pijacką: Miała baba żaka czystego jonaka, z zawiesistym wąsem, penal z piórem miąższem... Uznaniem wśród muzyków, literatów i włóczęgów cieszył się szynk „U Rozdziałki” przy ul. Szewskiej oraz gospoda Nagiej i „Pod Bażanty” przy ul. Sławkowskiej. Wyszynk piwa prowadzono także w „Smoczej Jamie”. Swoje ulubione piwnice mieli ludzie rozmaitych stanów i zawodów. Bakałarze chodzili do gospody Kropidłowej, Krzaczkowej, do karczmy krakowskiej Prasoły lub do Nogi na Kleparzu, gdzie podawano piwo częstochowskie. Natomiast służące bywały w szynku Baryki na Kazimierzu, a „ludzie luźni” w „hultajskiej gospodzie” na Kleparzu. Z czasem nadużywanie piwa i innych trunków stało się poważnym problemem. Mikołaj Rej pisał: U nas, by pijanego każdego stłuc miano, ledweby kijów z lasa dostatek dodano. Władze miejskie starały się przeciwdziałać pladze pijaństwa, wydając odpowiednie przepisy, wprowadzając rozbudowane podatki od trunków i zamykając szynki cieszące się złą sławą. Na przykład zamknięto gospodę przy cmentarzu kościoła Mariackiego w Krakowie. Do wstrzemięźliwości nawoływali uczeni i literaci. W drugiej połowie XVI w. ks. Józef Wereszczyński wydał w Krakowie broszurkę o znamiennym tytule: Gościniec pewny niepomiernym moczygębom, a obmierzłym wydmikuflom świata tego do prawdziwego obaczenia a zbytków swych pohamowania. Niewiele to pomogło, gdyż, jak głosiła kolejna pieśń pijacka: Bracia na poły szaleje, kiedy brzucha nie doleje i nie mógłbych smaczno usnąć, gdybych nie miał konwie musnąć.
Działalność browarnicza stanowiła nie tylko dla miasta źródło pokaźnych dochodów. Było to niezwykle intratne zajęcie również dla osób pracujących przy wyrobie i wyszynku piwa. Dlatego z czasem przywileje słodowania, warzenia i wyszynku były rozdzielane. Pojawiły się nowe, odrębne zawody: szynkarze (tabernatores), piwowarzy (braxatores) i słodownicy (braseatores). Najważniejszą rolę w browarze pełnił piwowar, któremu najczęściej pomagał jeden lub więcej pomocników/czeladników. Początkowo piwowar pełnił również funkcję słodownika, nazywanego sładkiem, i gorzelnika, z czasem jednak zadania te rozdzielono. Spisana po polsku szczegółowa instrukcja z 1690 dla pomocnika piwowara miejskiego w Pszczynie określała w 26 obszernych punktach jego zadania w browarze. Obejmowały one wszelkie prace przygotowawcze, jak i obowiązki w trakcie warzenia. Kładła nacisk na czystość i porządek w browarze, a przy okazji przedstawiała cały proces warzenia piwa:

2) Powinność Jego iest y byćma kiedy Piwo do warzenia przeipadać będzie, ze Słodownikiem Do Słodownie iść Słód Zgotowany należycie odmierzić y Do warów napełnić, a potem 3) Ze Słodownikiem Do Młyna Zaprowadzić y Młyn tak przeisposobić, Żeby Zwyczainie a niemiałko Zmełty był a Szrot niejakiej Szkody obecney nieponosił (...) A gdy 4) Piwo zwarzone być ma potrzeba Dwa dni przedtym w Browarze Znaznie wymyść wszystkie Naczenia pościerać Panew także Zaopatrzić y Snaznam mieć żeby naniey Żadna Szkoda nieznaidowała się. (...) 6) Gdy Piwo warzone być ma powinien przodkiem niżeli wody do Panwie naleje onę Dobrze płatem powycierać, a potem napełniwszy wodom podpalić. (...) wodę na Meysz odwarzować y wczasnie ze Słodownikiem z Panwie do Kadzi wybiać y do kadzi Słod z Mełty zwyczainie porosypować a Dobrze pomieszawszy y Rozdrobiwszy, znowu ze Słodownikiem Jakomu poręczy na Panew wracać, asz się Piwo należycie odwarzy Jako tesz, 8) około smażenia Chmiela to konać y pełnić ma, co iemu Słodownik każe 9) Po odlaciu tegoż Chmiela maią obadwa tosz odchmielone Piwo na nowo z teiże Piwnei kadzi Do Panwie na Pięć Razy Cofać, po wykonaniu tychże Piąciu Razach 10) Powinni będemy oba ze Słatkiem steiże Piwnei kadzi na kać(!) Młutnąm (...) odwarzone Piwo Dla ustania Młota y Glonu odliwać 11) Co gdy sie Piwo Należycie wteiże Młotney kadzi Do Spuszczania Ustoi Dopiro Takowe Piwo Przes Pomocnika u Przeitomności Słatka Spuszczone Być ma na snazne, a potem Skoryta Dotei Pirwszei na Ustani Spotku a Dość miaru Piwa wszakże Dopiro gdy Tak wkadzi Jak i w katkach ostydnie należycie wtąże wymierzoną kać zbić Powinny 12) Gdy sie Tosz Piwo zbije Powinien Dać znać Panom Narządzonem Piwnem Dozorcom żeby Takowe Podług wizeru obaczyć mogli 13) Po odwarzeniu Piwa Powinien Jest Nanowo Snaszney wody na Półtorey Panwie Naprzedni Teszbir na Młoto jedynie odwarzić Sktórego odwarzonego Teszbiru ma na deputaty Nalań Panom Accisnikom Jako Panu wybirczemu Jeden Dzber, Panie Einemerzwi Dzber Contralorowi Dzber Cassyrerowi Dzber...

### Epoka nowożytna
Pozycja piwa jako podstawowego napoju alkoholowego pozostała niezachwiana przez większość epoki nowożytnej. Piwo, które wówczas nie miało dużej ilości alkoholu, pili magnaci i zamożna szlachta – nawet kilkaset litrów na rok, jak również pospólstwo. Do XVII wieku wytwarzano głównie piwo pszeniczne, które następnie zostało wyparte przez jęczmienne. W Elblągu warzono piwa czarne i drogie dubeltowe. Na stół króla Stefana Batorego i królowej Anny Jagiellonki podawano piwo Proszowickie. Piwa Lwowskie wysyłano arcybiskupowi gnieźnieńskiemu Łaskiemu. W Krakowie sprzedawano doskonałe piwa częstochowskie, o których Szymon Starowolski w 1682 pisał, że „nie tylko w Polsce, lecz także w sąsiednich prowincjach Cesarstwa Niemieckiego rozchwytują”. Powszechnie ceniono trunek z Warki na Mazowszu – niezbyt mocny, o jasnej barwie. Słynne w całej Europie było gdańskie ciemne piwo Jopejskie, o którym Niemcy twierdzili, że jest królem piw jęczmiennych i czerwonych. Popularnością cieszyło się także piwo robione na Rusi, szczególnie żółkiewskie, i wytwarzane przez jezuitów lwowskie. Swoich amatorów miały także m.in. piwa wąchockie, łowickie, ujazdowskie, rawskie i biłgorajskie, na Litwie natomiast kowieńskie i importowane z Prus Książęcych tylżyckie. Z zagranicy sprowadzono trunki brunszwickie, wrocławskie, świdnickie, głogowskie i angielskie. Po przeniesieniu w 1596 dworu Zygmunta III Wazy z Krakowa do Warszawy sprowadzano tam piwo grodziskie z Wielkopolski, grodzieńskie z Litwy, a z Pomorza piwa Dwuraźne i Szmelcowne. Najciekawsze polskie piwa przedstawił Jakub Trembecki (1643–1720) w swoim Wirydarzu, w utworze: „Na tabakę wiersz od Polaka Polakom tylko ofiarowany”.

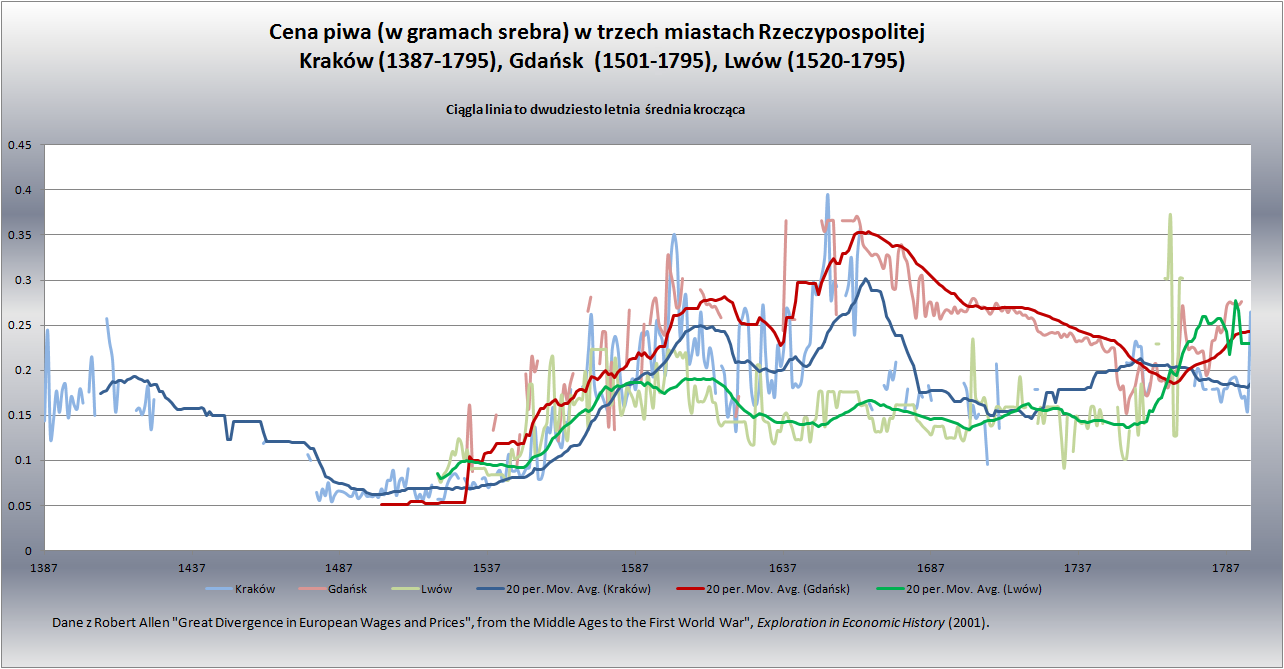
Ceny piwa w trzech miastach Rzeczypospolitej – Krakowie (niebieska), Gdańsku (czerwona) i Lwowie (zielona) – od czternastego wieku do trzeciego rozbioru Polski. Ciemniejsze linie to dwudziestoletnie średnie kroczące. Widoczny jest spadek cen zaczynający się pod koniec XVII wieku, skutkiem wzrostu spożycia wódki i konkurencji browarów szlacheckich.

(...)Pluń na tabakę, a dla humoru dobrego,
Zażyj de puro grano piwa wystałego,

Ktore na lagrze winnym domowej roboty

Piwnica Twoja chowa; tym sobie ochoty

I lubym gościom dodasz. Jeśli też przewoźne

Smakujesz, w państwie naszym znajdziesz piwa różne;

Klarowne i wystałe. Najdziesz tu Leszczyńskie,

Łagodne, z gęstą pianą obaczysz Brzezińskie,

Albo Łowieckie, co więc chłopom gęby krzywi,

Albo Wareckie, którym Warszawa się żywi.

Ujskie i to przyjemne, gdy nieprzypalone,

Wielickie nie mniej sławne, które garła słone

Swą wdzięczną treścią chłodzi. Nie gań Żółkiewskiego.

We Lwowie będąc, miej się do Jezuickiego,

Zielone Biłgorajskie, jak lipiec się pije,

a w głowie jak wino wianeczkiem się wije.

Na Międzyrzeckie każdy podróżny się kasze.

Popiwszy nim, jeszcze go weźmie do flasze.

Kolne też, iż graniczy tuż obok z Prusami,

O lepszą swoim piwem z ich idzie birami

I wdzięczną łuną krasi pijących jagody,

A równą miarą daje ciepła i ochłody.

Kiedyć się też Prusami zdarzy kiedy jechać,

Świętych Siekierek piwa niesłuszna poniechać.

A kiedy zaś do Gdańska popłyniesz ze szkutami,

Zażyjże dubelbiru z pany gdańszczanami.

Tylżyńskie i łagodne, i wraz mocne piwo,

Za specyjał go bierze do Żmudzi co żywo.

Litwa w Kownie, w Poswolu piwa wychwalają,

A z Bauska zasię birów tęgich zasięgają.

Ciż, kiedy towarami w Rydze więc handlują,

To ich kupcy u siebie Mummą utraktują.

Mimo ogromnej różnorodności polskich piw, trunek ten zaczynał powoli tracić swoją pozycję. Główne dwa czynniki, jakie się do tego przyczyniły, to znaczący wzrost produkcji i spożycia wódki oraz dynamiczny rozwój niezależnych browarów szlacheckich, produkujących tanie piwo. Wiek XVII to wiek licznych wojen w Polsce i całej Europie. Zboże, w które Polska zaopatrywała wiele państw, w wyniku załamania się rynków zbytu, pozostawało w kraju. By je wykorzystać zaczęto masowo produkować wódkę, której cena malała, a spożycie rosło – głównie kosztem piwa. Piwa warzone w browarach miejskich, które obwarowane były licznymi przepisami, były bardzo dobre i wysokiej jakości, lecz stawały się coraz droższe i przez to mniej powszechne. Sytuację tę wykorzystały browary folwarczne, niezależne od miejskich przepisów jakościowych. Zaczęły one warzyć piwa kiepskiej jakości, ale tanie, zdobywając sukcesywnie rynek krajowy i wchodząc ze swoimi wyrobami do miast, którym coraz trudniej było utrzymać monopol na warzenie i sprzedaż piwa. Sytuacja ta przyczyniła się również do powolnego upadku znaczenia cechów piwowarskich, które nie były już w stanie kontrolować produkcji piwa. Pod koniec XVIII wieku istniało w Warszawie 126 browarów, a Warszawski Cech Piwowarów rozwiązał się w 1787. Ze względu na nie najlepszą jakość polskich piw dwór królewski w stolicy, jak i piwni koneserzy w całej Polsce zdani byli na import najlepszych, ale czasami egzotycznych piw lub receptur z Czech, Niemiec i Anglii. Jedynym polskim piwem cieszącym się niezmiennym uznaniem pozostawało piwo z Grodziska.

ku końcu panowania Augusta III. nastały w Warszawie najprzód, a potém po różnych stronach kraju piwa czeskie ordynaryjne i dubeltowe, tudzież piwo angielskie, które najpierwszy wyinwentował Hieronym Wielopolski, koniuszy koronny; miało dużo podobnego smaku do prawdziwego piwa angielskiego, które sprowadzano i po dziś dzień sprowadzają z Anglii. To jednak piwo angielskie niemiało nigdzie więcéj propinacyi tylko w Warszawie przy pałacu tegoż pana; i w Oborach, gdzie je robiono mil 3 od Warszawy, wkrótce spadło z wziętości. Otwockie piwo przesadziło je. Otwockiemu odebrało znowu konkurs willanowskie, a willanowskiemu inflantskie, ale nie tak mocne i nieburzące się obyczajem prawdziwego angielskiego. Szynkarki po miastach pryncypalnych szukające swego zysku, nauczyły się nalewać w butle i w butelki małe piwa młodego niewyrobionego, to przytkane gliną w butli dużéj, po odrobieniu dawało smak lepszy, jak prosto z beczki; w butelce zaś małéj dobrze zaszpuntowanéj, po wyjęciu czopka tak się burzyło, jak angielskie prawdziwe. Więc gdy te tak rozmaite piwa ponastawały; łowickie, gielniowskie, wąchockie piwa estymacyą swoję straciły, wszedłszy w rząd piw pospolitych; grodziskie zaś słynęło coraz bardziéj po Wielkiéj Polsce tak, iż szlachcic tam, który niemiał w swoim domu piwa grodziskiego, poczytany był za mizeraka albo za skąpcę.

### Rozbiory

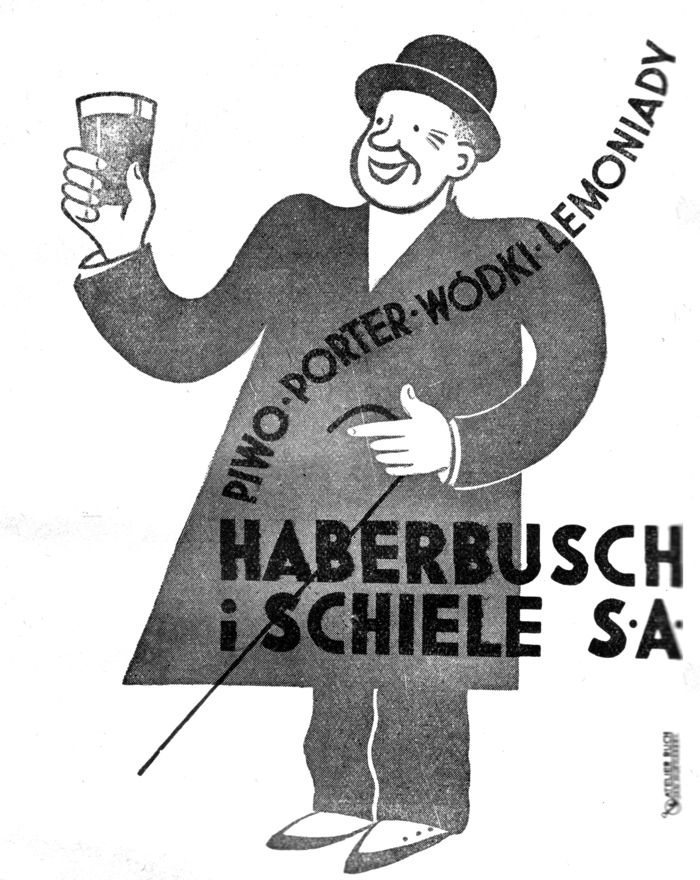
Reklama Haberbusch i Schiele – największego browaru Warszawy na początku XX w.

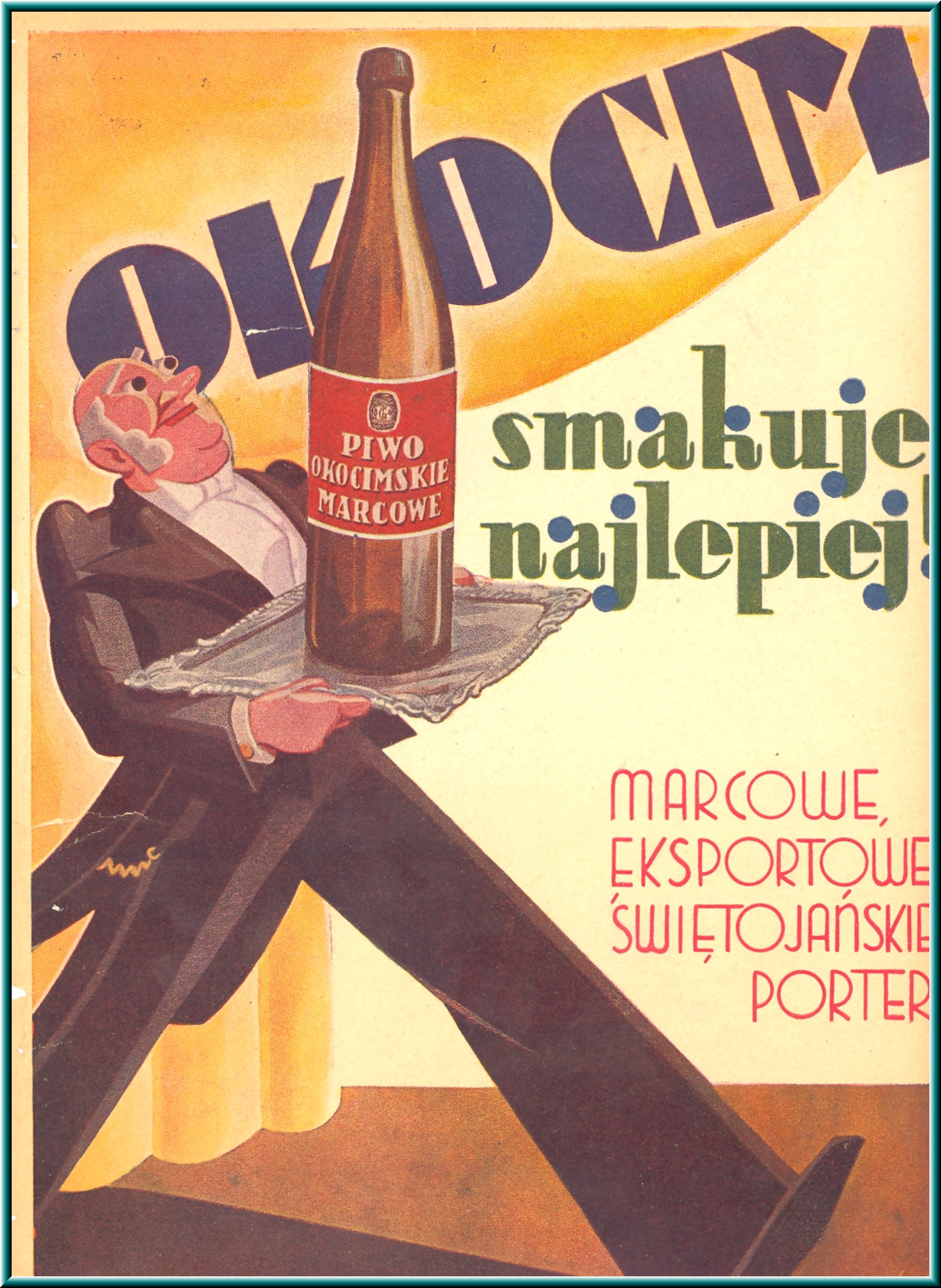
Reklama piwa Okocim z okresu międzywojennego

Do upadku staropolskiej tradycji piwnej przyczyniły się ostatecznie rozbiory Polski, powodując załamanie gospodarcze i polityczne kraju, który zalewany był coraz bardziej piwami importowanymi.
W początkach XIX w. nastąpiła silna moda na angielszczyznę. Browary coraz chętniej wykorzystywały zarówno nowinki techniczne spoza kontynentu, jak i oryginalne receptury angielskie. Piwa angielskie ale i portery warzyło Towarzystwo Fabryki Piwa w Grudziądzu, Fabryka Trunków Angielskich w Zwierzyńcu, Browar Krembitza w Warszawie, Fabryka Porteru Schaefera i Glimpfa (Warszawa), Fabryka Porteru i Piwa Angielskiego Wojciecha Sommera (Warszawa). Słynne piwo London Ale warzone było w Krakowie, na Litwie dominowały portery szczorsowskie wytwarzane w powiecie nowogródzkim oraz adamkowskie z powiatu brzeskiego. Oprócz piw angielskich coraz większe uznanie zdobywały piwa marcowe oraz bawarskie, które silnie wypierały tradycyjne piwa polskie. Piwa te przyczyniły się też do stopniowego zaniku popularnych w Polsce polewek i zup piwnych, gdyż swoje najlepsze właściwości uwidoczniały w niskich temperaturach i nie nadawały się do spożywania na ciepło. Dynamiczny rozwój technologii, przejęcia i konsolidacje firm oraz inwestycje doprowadziły do rozwoju dużych i słynnych browarów. W 2 poł. XIX w. powszechnie znane były browary Hermana Junga, Karola Machlejda, Władysława Kijoka, Edwarda Reycha, Spółki Haberbusch i Schiele, Franciszka Lutosławskiego, Karola Vettera, Ludwika Sztumpfa, Götza-Okocimskiego, Habsburgów i in., a piwa z tych browarów zdobywały najwyższe nagrody w Polsce i za granicą.
Dobry okres na piwo trwał do 1914, w którym na ziemiach polskich czynnych było ok. 500 browarów wytwarzających 8 mln hl piwa rocznie, które skutecznie konkurowały z browarami obcymi. Okres I wojny światowej przetrwały tylko 245 browarów. Spożycie piwa spadło radykalnie, a produkcja w 1919 wyniosła ledwie 1,8 mln hl piwa. Niezwykle szczupłe kontyngenty surowca nie pozwalały jednak browarom zaspokoić nawet tak małego zapotrzebowania. Efektem braku jęczmienia było warzenie coraz to słabszych i gorszej jakości piw. Odbiło się to również na spożyciu, które w 1923 spadło do poziomu 1,3 mln hl. W końcu pod naciskiem organizacji zawodowych m.in. powstałego w 1919 Związku Właścicieli Browarów w Polsce władze państwowe w 1925 zdecydowały się wprowadzić zakaz warzenia piwa zawierającego mniej niż 9% ekstraktu i znieść wszelkie ograniczenia dotyczące przerobu jęczmienia. Od tego czasu zaczyna się stopniowy wzrost spożycia piwa, a jednocześnie spadek konsumpcji spirytusu. Tym niemniej w 1928 piwo warzyło już tylko 179 browarów, które produkowały łącznie 2,5 mln hl piwa, co dawało 8 litrów na jednego mieszkańca.

### II wojna światowa
W dniu wybuchu II wojny światowej istniało już tylko 137 browarów, a Polska zajmowała przedostatnie miejsce w Europie pod względem spożycia piwa (4,2 l/osobę). W czasie okupacji niemieckiej (1939–1945) wiele browarów zostało zniszczonych wskutek działań wojennych. Wiele zostało również zajętych przez okupanta, który warzył piwo na własne potrzeby. Niektóre z browarów zostały ograbione, a ich majątek i park maszynowy został wywieziony do Rzeszy.

### Po II wojnie światowej
Po 1945 wszystkie browary nadające się do uruchomienia produkcji przejmował Skarb Państwa i przekazywał Państwowemu Zjednoczeniu Przemysłu Fermentacyjnego. Browary były odnawiane, modernizowane i przystosowywane do stosowania nowoczesnych technologii. Powoli odradzało się również spożycie piwa w Polsce. Z czasem Zjednoczenie Przemysłu Piwowarskiego wraz z Ministerstwem Przemysłu Spożywczego i Skupu przystąpiło do budowy nowych browarów np. w Łomży (1968), Sierpcu (1972), Warce (1975), Leżajsku (1978) i Poznaniu (1980). W 1987 moce produkcyjne wszystkich 78 polskich browarów osiągnęły 13 mln hl, a spożycie wynosiło 36 l na mieszkańca.

### Po upadku PRL
Wraz z końcem PRL-u rozpoczął się w Polsce proces przekształceń własnościowych. Państwowe do tej pory browary były prywatyzowane, a nowi właściciele, niejednokrotnie największe na świecie piwowarskie koncerny szybko modernizowały swoje nowe nabytki i wprowadzały najnowsze technologie. Od początku lat 90 XX wieku datuje się dynamiczny rozwój polskiego piwowarstwa, który w 2009 zaowocował piątym miejscem Polski w Europie i na świecie pod względem spożycia piwa na jednego mieszkańca (około 93 litry), a w roku 2012 miejscem czwartym (98 litrów). Rośnie nie tylko rzesza piwoszy, ale również birofilów, którzy mają okazję na kilkunastu giełdach wymieniać się swoimi eksponatami. Dynamicznie rozwija się również piwowarstwo domowe. W styczniu 2010 powstało Polskie Stowarzyszenie Piwowarów Domowych. Obok browarów przemysłowych powstaje coraz więcej browarów restauracyjnych, kontraktowych i rzemieślniczych. Coraz popularniejsze są konkursy i festiwale piwne, np. największy w Polsce wrocławski Festiwal Dobrego Piwa, na którym wręczane są nagrody plebiscytu Piwo Roku największego polskiego portalu o piwie Browar.biz. Od początku piwnej rewolucji w Polsce w roku 2011 w ciągu kilku lat rynek piwny w Polsce zyskał całkiem nowe oblicze i obecnie można już mówić o dwóch rynkach piwnych – koncernowym i rzemieślniczym, które różnią się od siebie diametralnie.